# Правосудие свершилось
«Правосудие свершилось» (фр. Justice est faite) — фильм режиссёра Андре Кайата. Снят во Франции в 1950 году. Получил несколько высоких кинематографических наград.
Фильм является первой частью трёхчастного цикла, который соавторы Кайат и Шарль Спак называли «трилогией о правосудии», перед лентами «Все мы убийцы» (1952) и  «Чёрная папка» (1955).

## Сюжет
В суде Версаля, престижного Парижского пригорода, рассматривается дело Эльзы Люнденштайн, молодой красивой женщины, высококлассного специалиста по фармакологии. Родившаяся во Франции, фактически она является дочерью выходцев из Латвии (Лифляндской губернии Российской империи), покинувших её в 1914 году перед германской оккупацией. Эльзу обвиняют в преднамеренном убийстве своего мужа. Ему, заболевшему четыре года назад онкологическим заболеванием, пришлось последние два года испытывать страшные физические боли. Женщина-медик поклялась, что когда мучения станут нестерпимыми, она многократно превысит дозу обезболивающего, тем самым совершив акт эвтаназии. Факт стал известен родственникам покойного, но при этом Эльза
сама сообщила об этом его сестре. Обсуждение происходящего могло остаться в области вопроса морали поступка или медицинской ошибки, если бы не два обстоятельства. Первое: почти перед смертью муж Элизы завещал ей огромное наследство. Второе: в день перед смертельным уколом женщину видели целующейся с молодым любовником — Сержем Кремером.
Одновременно перед зрителем развиваются события из жизни участников жюри присяжных, которые многое объяснят в мотивах их последующего голосования при вынесении вердикта.
- Жильбер де Монтессон, владелец племенных конюшен, присяжный № 1. Обеспеченный мужчина средних лет помолвлен с молодой красивой девушкой, но его преследует бывшая супруга Элизабет, оставленная несколько лет назад. Статус присяжного, охраняемого судебными исполнителями, временно делает его недоступным для первой жены. Та совершает самоубийство. Жильбер узнаёт об этом только после вынесения приговора. Он, занимающий ранее жёсткую позицию против подсудимой Люнденштайн, нравственно теперь оказывается на её месте. Де Монтесон сожалеет о своём выборе, сделанном при голосовании.
- Эварист Малингье, фермер, присяжный № 2. Волнуется о том, что за время процесса уходит время посадки картофеля. Приехав на время перерыва на свою ферму и, практически застав жену в момент близости с итальянцем-подёнщиком, бранится не за измену. Гораздо большим грехом в его глазах является недоенная корова и отсутствие горячего ужина. При выступлении в жюри присяжных главным его мотивом является супружеская неверность.
- Жан-Люк Флавье, издатель, присяжный № 3. Тщательно скрывает личную драму: в его семье растёт сын восьми лет, страдающий тяжёлым психическим заболеванием. Он опасен и самому себе, и окружающим. Мать чрезвычайно привязана к ребёнку, а отец думает, как от него избавиться. После тяжёлой ночной беседы супругов он раскаивается. При голосовании Флавье занимает позицию, что ни обвиняемая, ни кто-либо ещё не имеет права лишать человека жизни.
- Марселин Миколя, хозяйка антикварного салона, присяжный № 4. Уже не молода, но очень богата. В гостинице знакомится с молодым, обходительным человеком. Он проявляет к ней очевидные признаки внимания, а мадам Миколя их охотно принимает. Вечером, перед днём вынесением окончательного вердикта, мужчина признаётся ей, что он Серж Кремер — тайный любовник Эльзы Люнденштайн. Дама испытывает высшую степень разочарования. Но, позже, в ходе обмена мнениями в суде, полностью встаёт на защиту подсудимой.
- Феликс Нобле, официант, присяжный № 5. Он горд, что в жюри выбрали его — «простого» человека. Не упускает случая произвести впечатление на невесту, присутствующую в зале, и своих будущих родственников — её родителей. В целом, простоват, но искренне добр. Стоит на стороне обвиняемой.
- Теодор Андрю, отставной офицер, присяжный № 6. Убеждён, что Франция стояла и должна стоять на своих традициях. Подсудимая — коммунистический агент, пытающаяся разрушить нравственные устои Европы. Переживает период влюблённости своей младшей дочери в молодого человека достаточно либеральных взглядов, диаметрально отличающихся от его собственных. «Жених» оказывается откровенным подонком. Это окончательно убеждает Теодора в его правоте. Прождав половину ночи в ожидании дочери со свидания с подловатым «либералом», остаётся уверенным сторонником самого жёсткого, смертельного приговора.
- Мишель Кодрон, коммерсант, присяжный № 7. Невзрачная личность, почти никак не проявившая себя в ходе процесса. Пытался ухаживать за «антикваршей», ругался с отставником-офицером, учил жизни Феликса. Везде потерпел фиаско.

Присяжные единогласно признали Эльзу Люнденштайн виновной в убийстве, но большинством голосов назвали деяние непредумышленным. Женщина была осуждена на пять лет заключения. В финале картины следует пространный авторский монолог о правомочности суда присяжных — живых людей, терзаемых страстями. А также о принципиальной возможности принятия за одну-две недели решения судьбы незнакомого человека и о взвешенности такого решения.

## В ролях
- Клод Нолье — Эльза Люнденштайн
- Антуан Бальпетре — председатель суда
- Жак Кастело — Жильбер де Монтессон, конезаводчик, первый присяжный
- Марсель Перес — Эварист Малингье, фермер, второй присяжный
- Жан-Пьер Гренье — Жан-Люк Флавье, издатель, третий присяжный
- Валентина Тессьер — Марселин Миколя, хозяйка антикварного салона, четвертый присяжный
- Раймон Бюссьер — Феликс Нобле, официант, пятый присяжный
- Ноэль Роквер — Теодор Андрю, отставной офицер, шестой присяжный
- Жан Дебюку — Мишель Кодрон, коммерсант, седьмой присяжный
- Мишель Оклер — Серж Кремер
- Жан д'Ид — директор религиозной школы

## Награды
- 1950 — Золотой лев Венецианского кинофестиваля[2];
- 1951 — Золотой медведь Берлинского кинофестиваля в категории «лучший детективный или приключенческий фильм»[3];
- 1953 — New York Film Critics Circle, лучший фильм на иностранном языке[4];
- 1953 — Сообщество кинокритиков Испании, лучший фильм на иностранном языке.